# Dinastia Asen

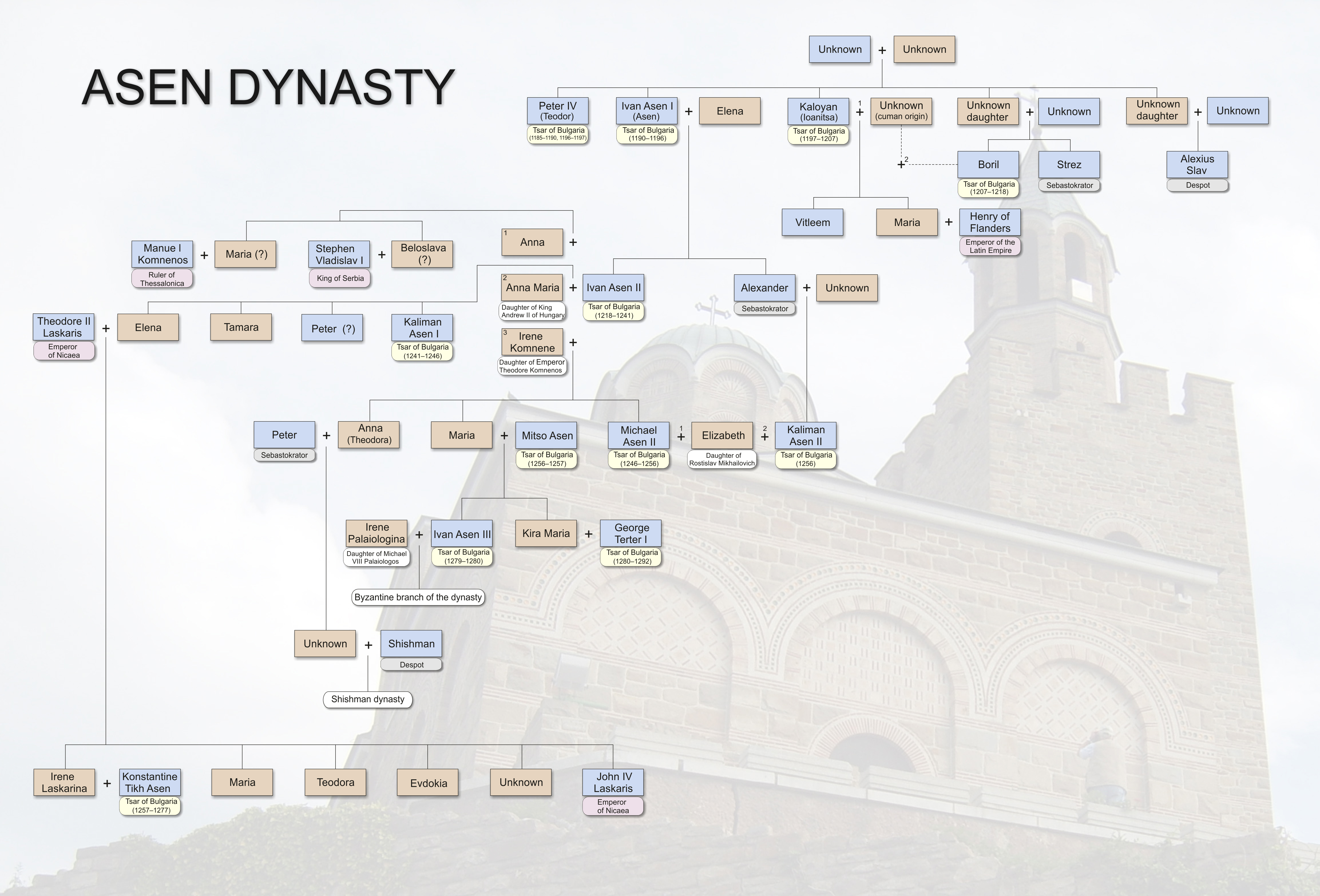
Árvore genealógica dos Asen

A dinastia Asen (em búlgaro:  Асеневци - Asenevtsi) governou o estado medieval búlgaro, conhecido na historiografia moderna como Segundo Império Búlgaro, entre 1187 e 1256. A ascensão dos Asen coincidiu com a recriação do império e foi precipitada por uma revolta contra o Império Bizantino na virada de 1185 para 1186 por conta do aumento dos impostos imperiais.
Os primeiros governantes da dinastia (principalmente Joanitzes) se referiam a si próprios como "imperador dos búlgaros e dos valáquios". Os governantes seguintes, especialmente o vitorioso João Asen II, eram chamados de "tsar (imperador) dos búlgaros e dos gregos".
Alguns membros da família Asen serviram ao Império Bizantino nos séculos XIII e XIV.

## Origens
As origens da dinastia, especialmente a etnia  dos três irmãos Asen (Teodoro Pedro, João Asen e Joanitzes) é tema de muita controvérsia entre os historiadores. Há três hipóteses principais sobre suas origens:
1. Origem búlgara, um ponto de vista comum entre os historiadores búlgaros que reconhecem que todas as fontes nativas predominantemente fazem uso dos termos "Bulgária", "búlgaros" e "búlgaro" e que Joanitzes reivindicava ser descendente dos governantes do Primeiro Império Búlgaro.
2. Origem valáquia, visão defendida pelos historiadores que se baseiam em algumas crônicas.
3. Origem cumana, pois alguns dos nomes da dinastia, incluindo Asen e Belgun (apelido de João Asen I) são derivados da língua cumana (vide abaixo).

Em seus próprios documentos administrativos e correspondências, os três irmãos se enxergavam como descendentes e sucessores dos tsares búlgaros Samuil, Pedro I e Simeão I, e o estado que eles fundaram seria uma continuação do Primeiro Império Búlgaro. Porém, este reconhecimento pode de fato ser apenas uma forma de legitimar a reivindicação dos três ao trono.
Numa correspondência de 1199, o papa Inocêncio III fala da "ascendência romana" de Joanitzes. Porém, como o texto diz "Nos autem audito quod de nobili urbis Romae prosapia progenitores tui originem traxerint" ("Ouvimos que seus ascendentes vieram de uma família nobre da cidade de Roma"), considera-se que a referência tenha sido simplesmente um elogio velado do papa a Joanitzes.
Em outra carta, em 1204, Inocêncio chama Joanitzes (Calojoannes) de "rei dos búlgaros e valáquios" (bulgarorum et blacorum rex). Em sua resposta, João se intitula "imperator omnium bulgarorum et blachorum", mas assina como "imperator bulgariae Calojoannes".

### Etimologia
O nome da dinastia vem de um dos irmãos, Asen I. Etimologicamente, é provável que o nome tenha origem turca cumana, uma derivação de "esen" ("seguro", "salvo", "saudável") e o apelido "Belgun" pode ser uma derivação do turco "bilgün" ("sábio"). A teoria é reforçada por documentos da Grande Lavra em Monte Atos do início do século XII que mencionam problemas que o mosteiro enfrentava com alguns stratiotes cumanos, entre eles um tal "Asen".

## Governantes da dinastia
| Nome                              | Reinado     |
| João Asen I (Asen)                | 1187 - 1196 |
| Pedro IV (Teodor)                 | 1186 - 1197 |
| Joanitzes (Ioanitsa)              | 1197 - 1207 |
| Boril (Boril Kaliman)             | 1207 - 1218 |
| João Asen II                      | 1218 - 1241 |
| Colomano I Asen (Koloman)         | 1241 - 1246 |
| Miguel II Asen                    | 1246 - 1256 |
| Colomano II Asen (Koloman)        | 1256        |
| Mitso Asen                        | 1256 - 1257 |
| Constantino Asen (Konstantin Tih) | 1257 - 1277 |
| João Asen III                     | 1279 - 1280 |